# Motya filifera
Motya filifera är en fjärilsart som beskrevs av Walker 1857. Motya filifera ingår i släktet Motya och familjen trågspinnare. Inga underarter finns listade i Catalogue of Life.